# Stockaryd
Stockaryd is een plaats in de gemeente Sävsjö in het landschap Småland en de provincie Jönköpings län in Zweden. De plaats heeft 1003 inwoners (2005) en een oppervlakte van 166 hectare.

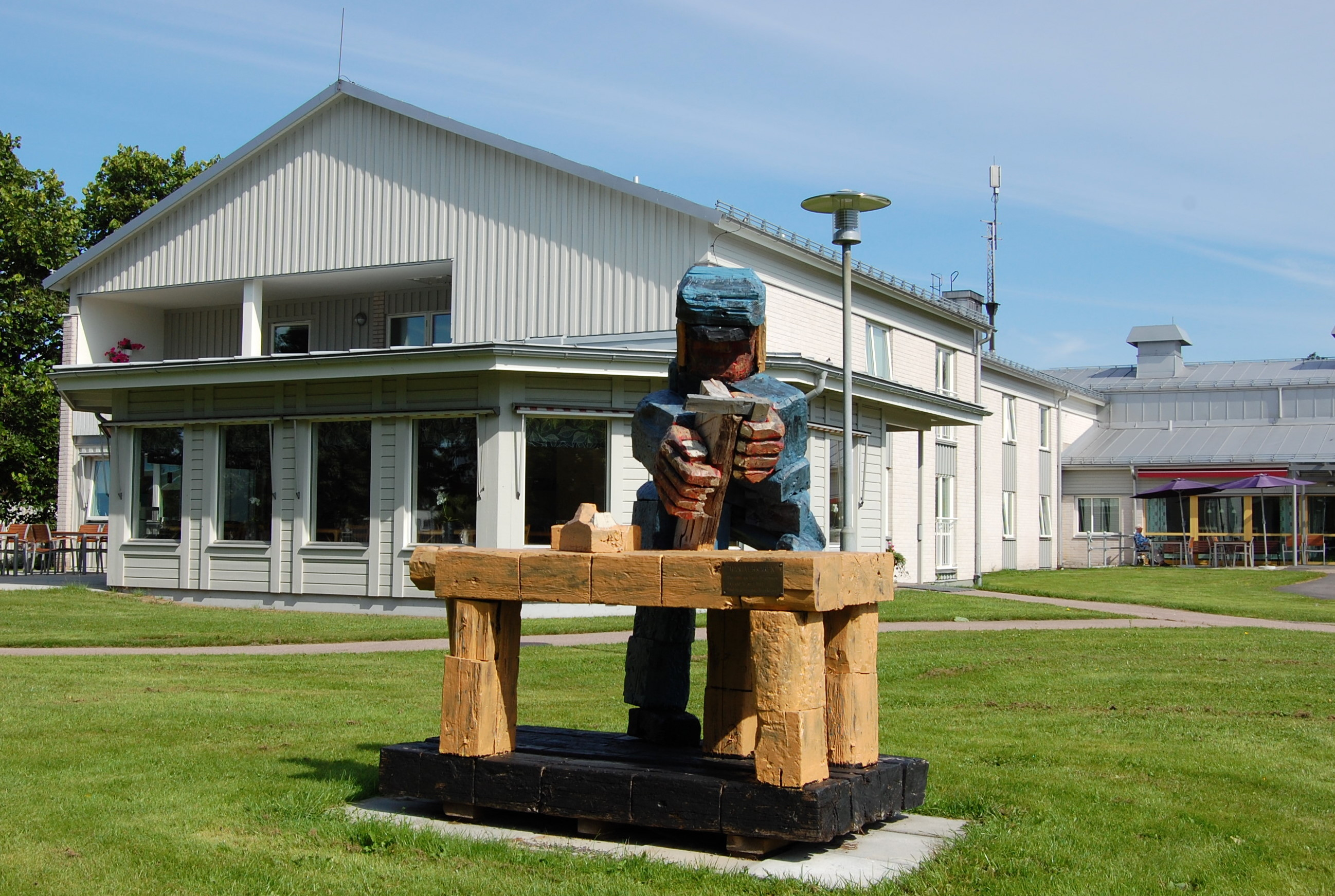
Monument in Stockaryd
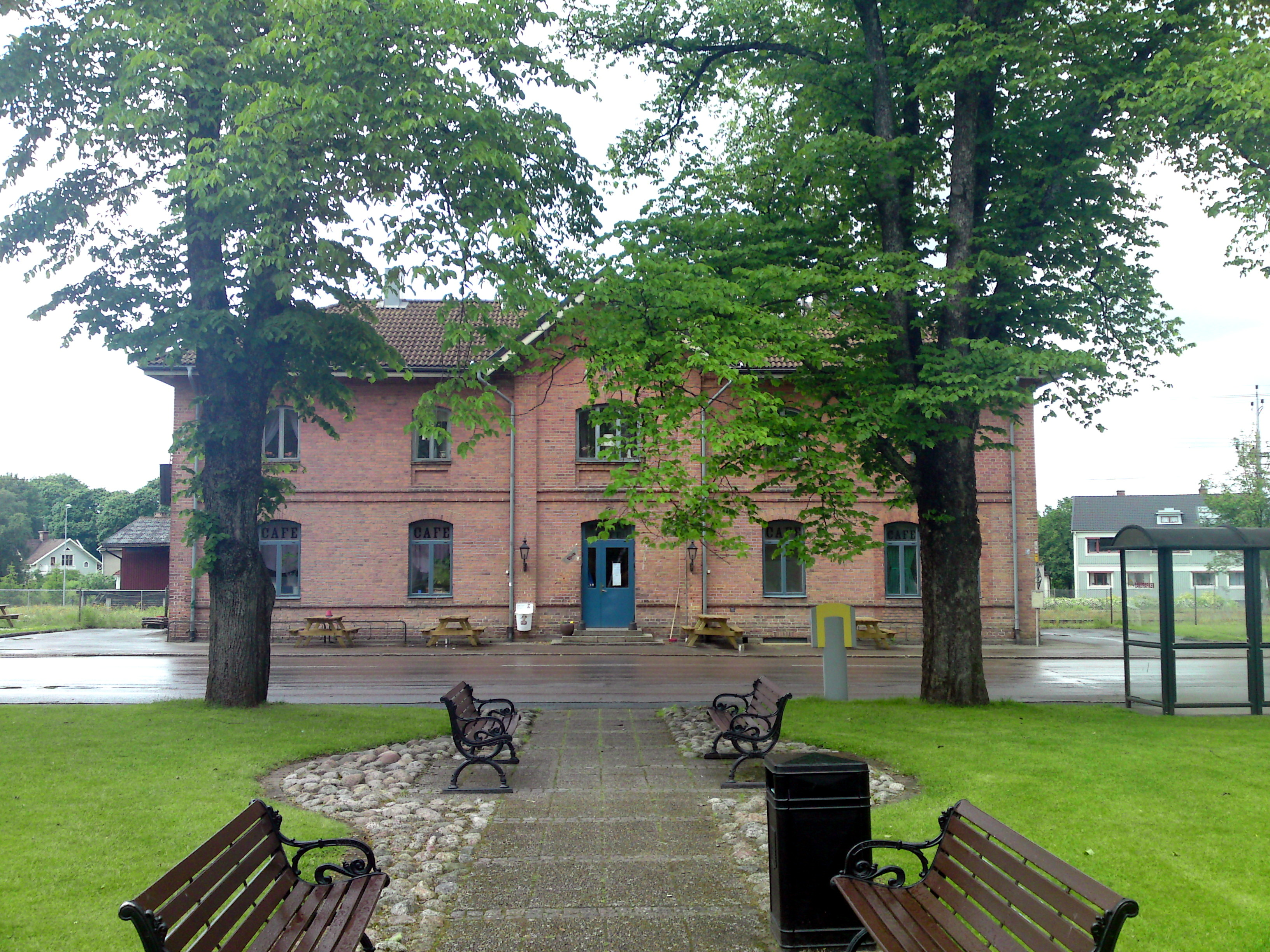
Station van Stockaryd